# Armoiries de Vesoul
Les armoiries de Vesoul ou le blason de Vesoul  est la représentation symbolique de la ville de Vesoul.

## Histoire
Le tout premier sceau aux armes de la ville date du 2 mai 1581. D'autres sceaux sont établis le 10 juin 1630 et le 2 janvier 1648.
Les armes de Vesoul se blasonnent ainsi : « Coupé, au premier d'azur semé de billettes d'or au lion issant du même, armé et lampassé de gueules, brochant sur le tout, au second de gueules au croissant d'argent. ».
Sous le Premier Empire, les armes sont modifiées. Puisque Vesoul est une ville de seconde classe (comtesse), elles comportent un franc quartier à dextre, d'azur, chargé d'un N d'or, surmontée d'une étoile rayonnante de même. Le blasonnent est alors : Coupé, au premier, parti, à dextre des villes de seconde classe, à sénestre de gueules semé de billettes d'or sans nombre, au lion naissant d'argent, brochant sur le tout, au deuxième d'azur au croissant d'argent. ».
La ville reprend ensuite ses armes originelles, qui sont encore aujourd'hui utilisées dans la communication municipale.

Armes sous l'Empire
Armes traditionnelles, et actuelles

## Armoiries dans l'architecture vésulienne

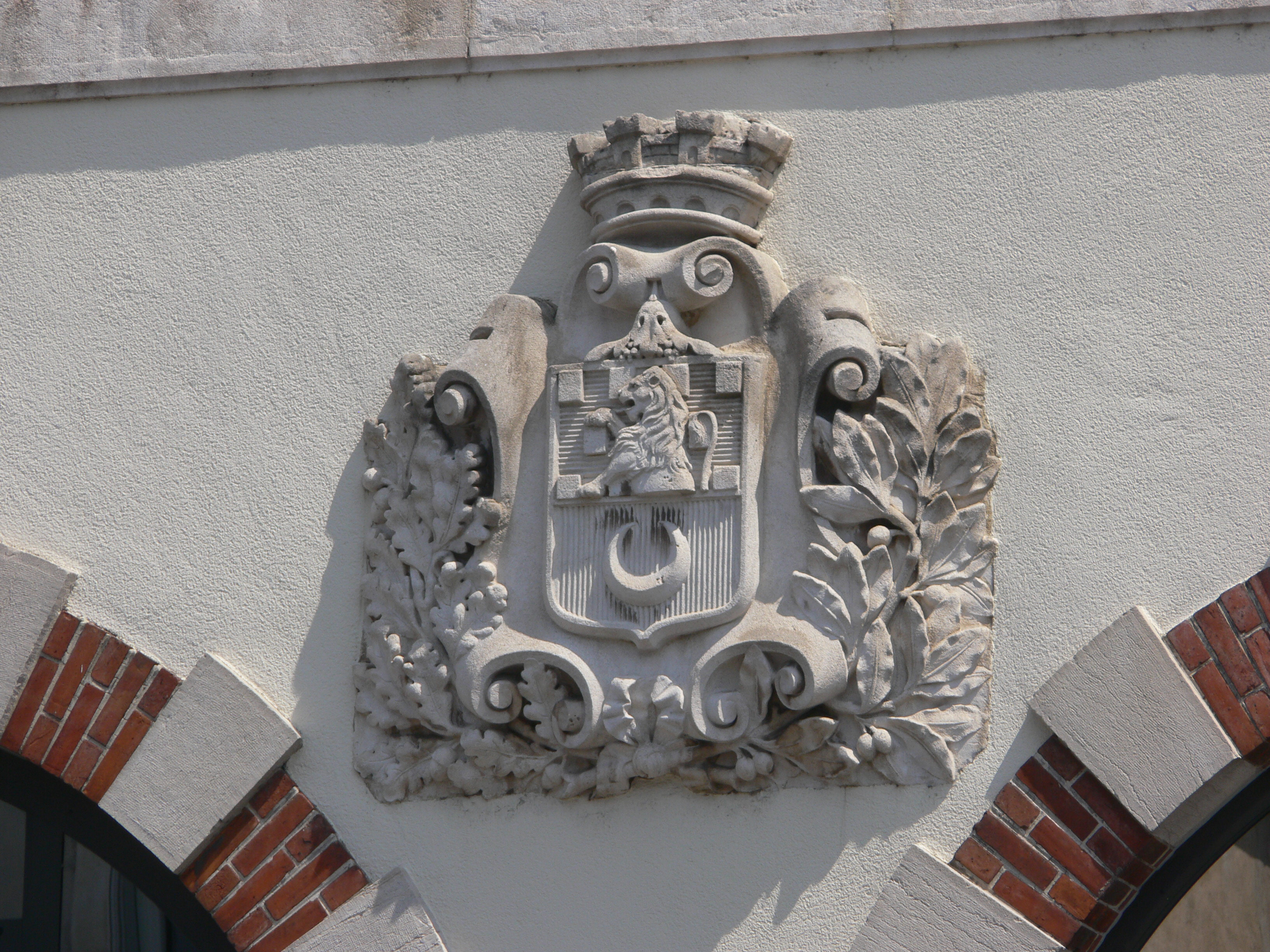
Fronton de la gare des chemins de fer vicinaux de Vesoul (actuellement La Poste)
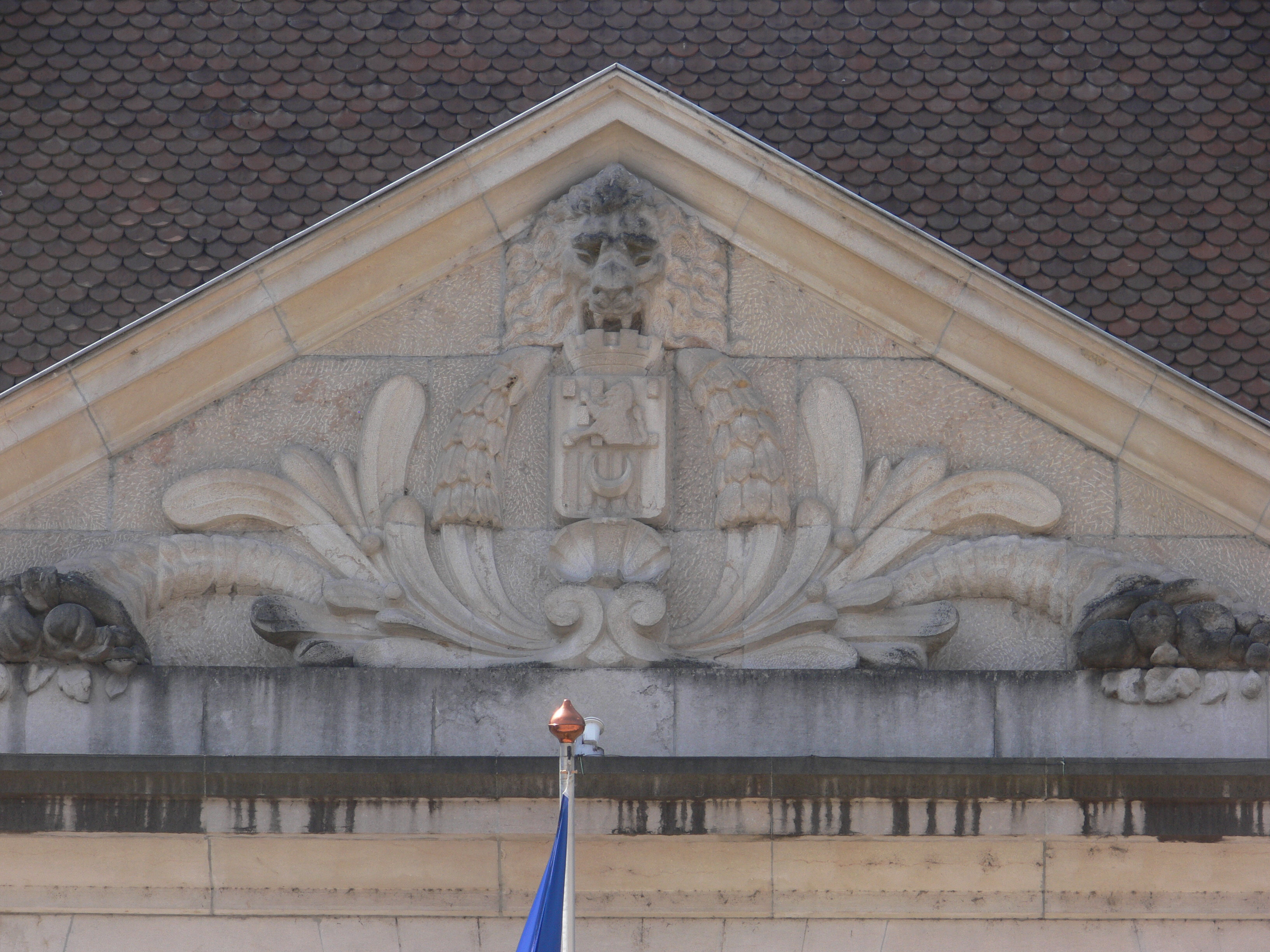
Fronton de l'hôtel de ville de Vesoul.